# Hohenthurn
Hohenthurn (slowenisch: Straja vas) ist eine zweisprachige Gemeinde mit 872 Einwohnern (Stand 1. Jänner 2025) im Bezirk Villach-Land in Österreich, im Bundesland Kärnten.

## Geographie

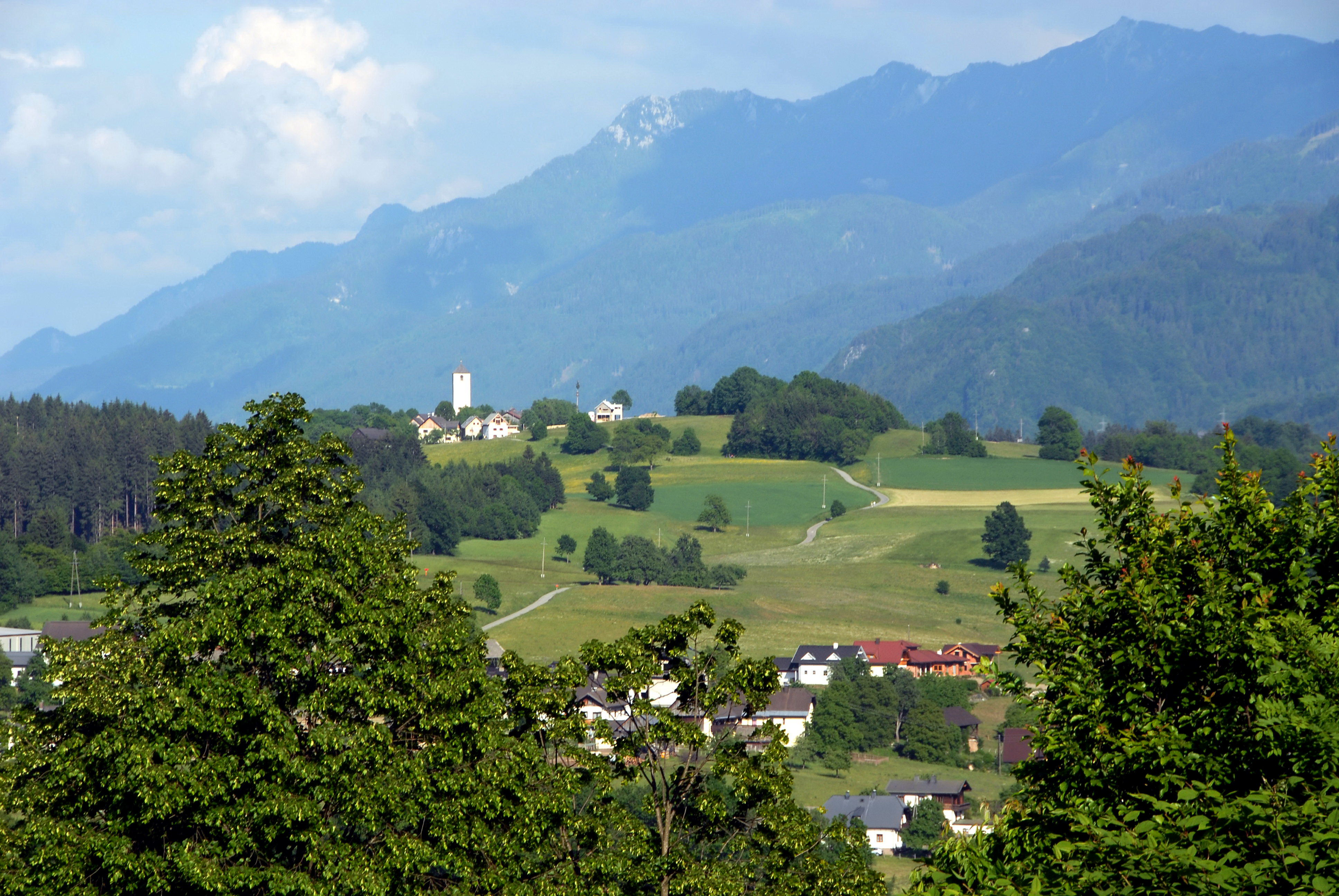
Blick auf Hohenthurn

Die Gemeinde Hohenthurn liegt im Unteren Gailtal sowie an den Nordhängen der Karnischen Alpen im Südwesten Kärntens. Im Norden bildet die Gail die Gemeindegrenze, im Osten die Gailitz.

### Gemeindegliederung
Hohenthurn besteht aus den beiden Katastralgemeinden Dreulach (Drevlje) und Hohenthurn (Straja vas) und umfasst folgende sechs Ortschaften (Einwohnerzahlen Stand 1. Jänner 2025):
- Achomitz (Zahomec) (83)
- Draschitz (Drašče) (208)
- Dreulach (Drevlje) (112)
- Göriach (Gorje) (96)
- Hohenthurn (Straja vas) (210)
- Stossau (Štasava) (163)

### Nachbargemeinden
|                       | Nötsch im Gailtal                           |             |
| Feistritz an der Gail | Kompassrose, die auf Nachbargemeinden zeigt | Arnoldstein |
| Malborghetto Valbruna | Tarvis                                      |             |

## Geschichte
Vom 10. bis zum 6. Jahrhundert v. Chr. befand sich nahe Dreulach eine hallstattzeitliche Höhensiedlung. Später stand dort ein römischer Wehrturm, der um 200 n. Chr. zerstört wurde. Hohenthurn wurde 1253 als Göströsdorf erstmals urkundlich erwähnt.
Seit der Besiedlung des Gebietes durch die Karantaner-Slawen im 6. Jhdt. und der Errichtung des karantanischen Staatswesens im 7. Jahrhundert ist das Gebiet des gesamten Unteren Gailtales und von Hohenthurn eng mit der slowenischen Kulturgeschichte verbunden und war noch zu Beginn des 20. Jahrhunderts weitgehend slowenischsprachig. Das Untere Gailtal ist bekannt für seine einzigartiges, ursprünglich slowenisches Brauchtum (das selbst zahlreiche überregionale Einflüsse inkulturiert hat) und das nunmehr eine zweisprachige regionale Identität aufweist.
Die Gemeinde Hohenthurn konstituierte sich im Jahr 1850, zu der noch die Katastralgemeinden Maglern/Megvarje, Seltschach/Sovče und Feistritz an der Gail/Bistrica na Zilji zählten. Maglern (1865) und Seltschach (1877) kamen später zur Gemeinde Arnoldstein, 1906 verselbständigte sich Feistritz an der Gail als eigenständige Ortsgemeinde. 1973 wurde Feistritz an der Gail wieder eingemeindet, 1991 nach einer Volksbefragung erneut selbständig.
In der Nacht auf Freitag, 26. Feber 2021 wurde der Tresor mit 2500 Euro Bargeld und 88 Vorwahlstimmen aus dem Gemeindeamt gestohlen. Bürgermeister Florian Tschiderle (ÖVP) trat nach 18 Jahren im Amt nicht mehr an, es gab 2021 nur einen Bürgermeisterkandidaten. Am Samstagvormittag meldete sich ein Grundbesitzer nach dem Fund des Tresors auf einem Holzlagerplatz bei Thörl-Maglern. Bürgermeister Tschiderle und die Polizei fanden den Tresor geöffnet vor, erleichtert um das Bargeld, jedoch samt den ungeöffneten Vorwahlstimmen. Die Gemeindewahlbehörde entschied noch am 27. Feber, dass die Vorwahlstimmen gültig bleiben und die Wahl am darauffolgenden Sonntag ganz regulär stattfinden kann.

### Bevölkerung
Laut Volkszählung 2001 hat die Gemeinde Hohenthurn 857 Einwohner. Davon gehören 8,3 % der slowenischsprachigen Volksgruppe an.
Zur römisch-katholischen Kirche bekennen sich 92 % der Gemeindebevölkerung, zur evangelischen Kirche 3 % und zum Islam 2 %; 2,5 % sind ohne religiöses Bekenntnis. Noch im Jahr 1924 wurden alle Pfarren im Unteren Gailtal slowenisch geführt, lediglich zwei Filialkirchen in den Schlössern Wasserleonburg und Bodenhof wurden deutsch geführt.
Der slowenische Dialekt von Hohenthurn/Straja vas zählt typologisch zur slowenischen Dialektgruppe des sogenannten Gailtaler Dialektes (ziljsko narečje oder ziljščina). Kennzeichnend sind zahlreiche phonetische, morphologische und lexikalische Archaismen.

### Bevölkerungsentwicklung
| Hohenthurn: Einwohnerzahlen von 1869 bis 2024       | Hohenthurn: Einwohnerzahlen von 1869 bis 2024 | Hohenthurn: Einwohnerzahlen von 1869 bis 2024 | Hohenthurn: Einwohnerzahlen von 1869 bis 2024 | Hohenthurn: Einwohnerzahlen von 1869 bis 2024 |
| --------------------------------------------------- | --------------------------------------------- | --------------------------------------------- | --------------------------------------------- | --------------------------------------------- |
| Jahr                                                |                                               |                                               |                                               | Einwohner                                     |
| 1869                                                | 1869                                          |                                               | 1.344                                         | 1.344                                         |
| 1880                                                | 1880                                          |                                               | 1.449                                         | 1.449                                         |
| 1890                                                | 1890                                          |                                               | 1.417                                         | 1.417                                         |
| 1900                                                | 1900                                          |                                               | 1.286                                         | 1.286                                         |
| 1910                                                | 1910                                          |                                               | 1.138                                         | 1.138                                         |
| 1923                                                | 1923                                          |                                               | 1.134                                         | 1.134                                         |
| 1934                                                | 1934                                          |                                               | 1.030                                         | 1.030                                         |
| 1939                                                | 1939                                          |                                               | 1.029                                         | 1.029                                         |
| 1951                                                | 1951                                          |                                               | 1.050                                         | 1.050                                         |
| 1961                                                | 1961                                          |                                               | 962                                           | 962                                           |
| 1971                                                | 1971                                          |                                               | 910                                           | 910                                           |
| 1981                                                | 1981                                          |                                               | 866                                           | 866                                           |
| 1991                                                | 1991                                          |                                               | 844                                           | 844                                           |
| 2001                                                | 2001                                          |                                               | 857                                           | 857                                           |
| 2011                                                | 2011                                          |                                               | 817                                           | 817                                           |
| 2021                                                | 2021                                          |                                               | 859                                           | 859                                           |
| 2024                                                | 2024                                          |                                               | 908                                           | 908                                           |
| Quelle(n): Statistik Austria, Gebietsstand 1.1.2021 |                                               |                                               |                                               |                                               |

## Kultur und Sehenswürdigkeiten

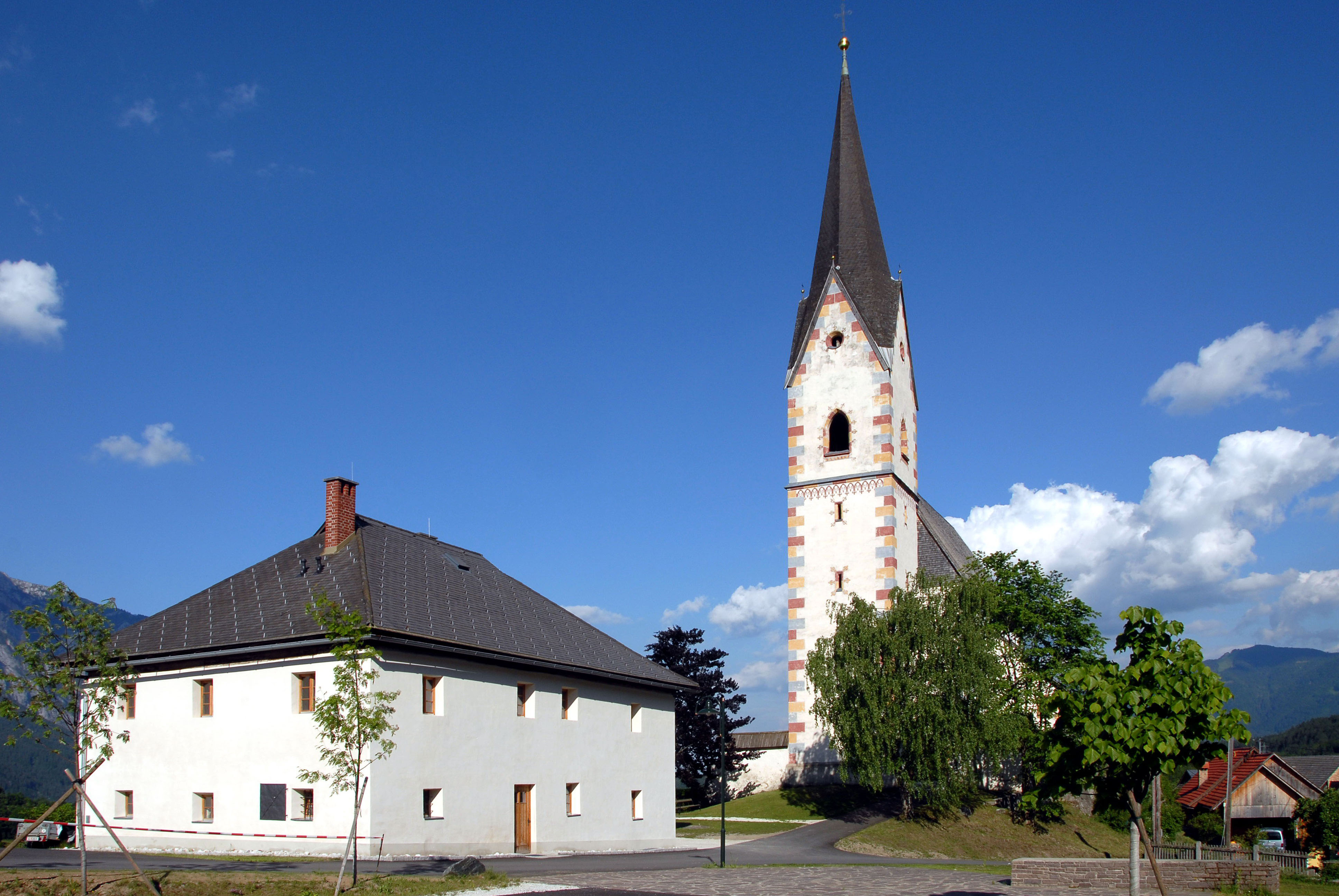
Pfarrhof und Pfarrkirche Göriach

- Katholische Pfarrkirche Göriach Mariä Namen
- Katholische Filialkirche Hohenthurn hl. Cyriacus

### Vereine
- Der Katholische slowenische Bildungsverein Zilja (Gail) (slow. Katoliško slovensko izobraževalno društvo Zila) für Achomitz und Umgebung wurde 1904 zur Festigung der slowenischen Identität gegründet. Initiatoren waren Franz Schaubach und Franz Grafenauer, der erste langjährige Präsident war Franc Kriegl, vulgo Krieglč, sein Nachfolger wurde sein Sohn Niko Kriegl. Die Versammlungen wurden im Gasthaus Hrepec abgehalten, eine Vereinsbibliothek wurde geführt, ein Tamburizza-Orchester eingerichtet und ein reiches Theaterleben unter der Leitung von Marija Zwitter konnte bis zum Verbot des Vereins durch die Nazis gedeihen und weithin ausstrahlen. Nach dem Krieg wurde der Verein unter dem Namen Slovensko prosvetno društvo Zila wiedergegründet.
- Der zweisprachige Sportverein Achomitz/Športno društvo Zahomc[10] brachte die Schispringer Karl Schnabl (Olympiasieger Großschanze 1976) und Franz Wiegele hervor.

## Wirtschaft und Infrastruktur

### Wirtschaftssektoren
Die folgende Tabelle zeigt die Entwicklung der Anzahl der Betriebe und der Beschäftigten in den Wirtschaftssektoren:
| Wirtschaftssektor            | Anzahl Betriebe | Anzahl Betriebe | Anzahl Betriebe | Erwerbstätige | Erwerbstätige | Erwerbstätige |
| Wirtschaftssektor            | 2021            | 2011            | 2001            | 2021          | 2011          | 2001          |
| ---------------------------- | --------------- | --------------- | --------------- | ------------- | ------------- | ------------- |
| Land- und Forstwirtschaft 1) | 41              | 96              | 107             | 45            | 32            | 23            |
| Produktion                   | 7               | 3               | 2               | 44            | 28            | 23            |
| Dienstleistung               | 34              | 30              | 16              | 122           | 60            | 44            |

1) Betriebe mit Fläche in den Jahren 2010 und 1999, Arbeitsstätten im Jahr 2021

### Tourismus

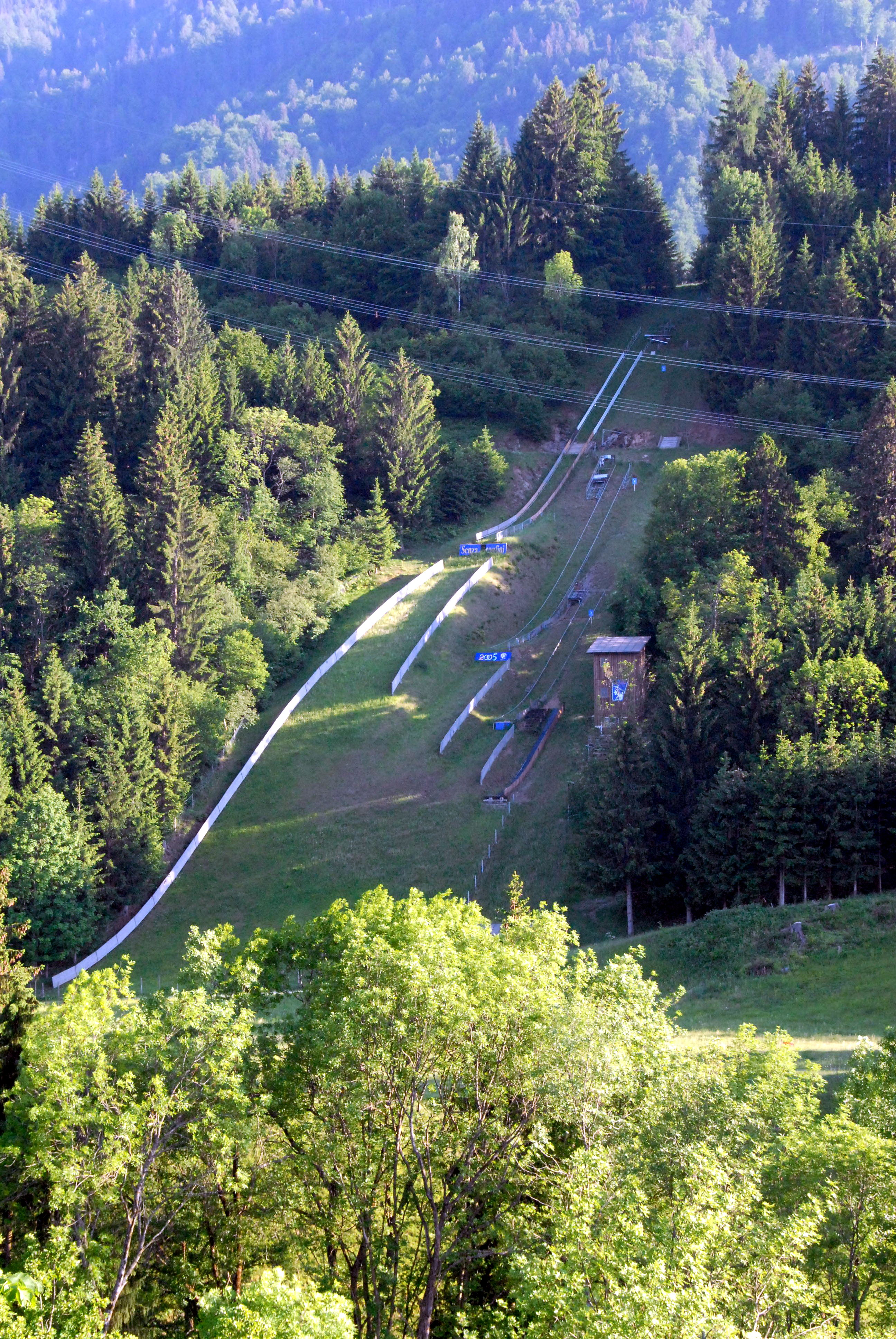
Skisprunganlagen in Achomitz

Nicht unbedeutend ist der Fremdenverkehr, bedingt durch die Nähe zum Skigebiet Nassfeld sowie dem Faaker und Pressegger See. Im Jahresschnitt übernachten rund 10.000 Gäste in Hohenthurn, dabei ist eine leichte Spitze im Sommer erkennbar.

### Verkehr
Die Verkehrserschließung erfolgt über die Südautobahn (A 2), die Gailtal Straße (B 111) und die Landesstraße L 27a. In der Gemeinde gibt es vier Freiwillige Feuerwehren. Die Rodolfsbahn tangiert die Gemeinde im Südosten, der nächste Bahnhof ist rund 5 Kilometer im Osten in Arnoldstein.

## Politik

### Gemeinderat
Der Gemeinderat von Hohenthurn hat 11 Mitglieder.
- Nach der Gemeinderatswahl 2015 hatte er folgende Verteilung: 5 ÖVP, 3 SPÖ, 2 WG/VS und 1 FPÖ.[16]
- Nach der Gemeinderatswahl 2021 hat er folgende Verteilung: 5 ÖVP, 3 SPÖ, 2 WG/VS und 1 FPÖ.[17]

### Bürgermeister
- 1851–1857 Johann Millonigg (Politiker, 1793), Landwirt
- 1889–1898 Johann Millonigg (Politiker, 1826), Landwirt
- 2003–2021 Florian Tschinderle[18]
- seit 2021 Michael Schnabl[19]

### Wappen
Der namensgebende hohe Turm im Wappen von Hohenthurn wurde heraldisch als bezinnter Turm dargestellt, ist also nicht dem Kirchturm von Hohenthurn nachempfunden; er könnte aber auch auf den römischen Wachturm auf der Dert anspielen. Das Muster des Ornaments im Schildhaupt ist einem Keramikfund aus der mittleren Bronzezeit nachempfunden und soll damit die Bedeutung der prähistorische Siedlung zum Ausdruck bringen.
Das Wappen von Hohenthurn wurde der Gemeinde am 24. November 1993 verliehen und hat folgende Blasonierung:
„In silbernem Schildhaupt in Schattenfarbe vier allseits anstoßende gestürzte, mit je fünf Ringen belegte Sparren, unten begleitet von halben Spitzen außen und drei ganzen mit je einem Ring belegten Spitzen innen; darunter in Grün ein vierzinniger silberner, teilweise schwarz gefugter Turm mit je einer schwarzen hochrechteckigen Fensteröffnung vorne oben und hinten unten.“
Die Fahne ist Grün-Weiß mit eingearbeitetem Wappen.

## Persönlichkeiten
- Johann Millonig (1826–1900), Landwirt und Politiker
- Johann Schnabl (* 26. Dezember 1827 Achomitz/Zahomec; † 24. Jänner 1904 Ahomitz), prononcierter Slowene, ab 1850 über 20 Jahre Bürgermeister von Hohenthurn/Straja vas[21]
- Franc Schaubach (* 3. Dezember 1881 in Draschitz/Drašče; † 6. August 1954 in Črnomelj), slowenischer Jurist und Politiker, zwischen 1927 und 1929 Bürgermeister von Groß-Maribor.[22][23]
- Johann Schnabl, vulgo Hrepec (* 7. September 1897 in Feistritz an der Gail/Bistrica na Zilji; † 11. Juli 1964 in Ahomitz), prononcierter Slowene, Kandidat der Koroška slovenska stranka (Kärntner slowenischen Partei), 1928–1938 Bürgermeister von Hohenthurn/Straja vas[24]
- Karl Schnabl (* 1954), Schispringer
- Franz Wiegele (* 1965), Schispringer
- Marco Ventre (* 1975), Schlagerstar, Radiomoderator (ORF Kärnten) und Fernsehreporter (ORF)
- Daniel Tschofenig (* 2002), Schispringer